# 江本勝
江本勝（1943年7月22日—2014年10月17日）是一位日本作家、商人，发表过有關水能根据外界的訊息來辨别美丑善恶，從而影響水分子結晶的说法。他根据他挑出来的一些照片中，认为水結晶的美醜與水“听到的”词语及音乐有关。但一般被視為偽科學。

## 著作
自1994年起，江本勝開始在冷凍室中以高速攝影的方式來拍攝和觀察水結晶。於1999年開始，江本勝出版了一系列相關著作。其中有中譯本的包括《來自水的訊息》、《生命的答案，水知道》、《幸福的真義，水知道》與《水知道答案——水承繼宇宙的資訊》等。在这些著作中，江本勝指出若对水播放古典交响乐，就會產生美麗的水结晶；但播放他不喜欢的摇滚乐，结晶就會變得丑陋，他認為：水具有複製、記憶、感受和傳達資訊的能力。

## 相關研究
美國超心理學家Dean Radin曾與江本勝合作兩次，進行有關遠距意念對水結晶影響的實驗。兩次實驗方式極為相近，大致上為數百或數千名參與者在江本帶領下一同禱告約5分鐘，跨洋傳送正向意念給位在加州實驗機構內的市售瓶裝水，之後再將實驗組與對照組瓶裝水運送至日本進行冷凍與拍照作業。最後交由志願者對照片中冰晶的美感進行評分（第二次實驗另外增加使用軟體辨識的項目）。
第二次試驗是第一次試驗的反覆論證實驗。Radin跟江本發表首次研究後遭批評實驗設計不嚴謹，未交代詳細實驗設計與操作方法。相較之下第二次發表的論文在實驗設計與細節描述上都較前次更加詳細。兩次實驗分別採用雙盲與三盲設計，結果分別於2006與2008年由Dean Radin掛名第一作者發表(江本勝為共同作者)。這兩份研究結果皆支持「人的意念可影響水的結晶」之假說。
但第二次的研究仍存有問題。Radin的第二次研究較第一次多增設了第二組對照組。該組瓶裝水結冰後的照片所得到美感分數甚至稍微高於被設定為接受正面能量的操作組，明顯不符合實驗假說，但此數據在論文中被以「並非此實驗最主要的比較項目」為由，被排除在討論範圍之外。另外，在論文中另一段也針對這一數據提到，由於是人為操作的實驗，所以無法完全阻隔實驗人員的意念對實驗品的影響。就此來看，Radin第二次研究的論文仍然有選擇性解釋結果的疑慮，並且不具備一個科學假說應有的可否證性。

## 批评与反对意见
2006年4月美国《新科学家》（New Scientist）杂志中，罗伯特·马修的文章指出江本勝是选择性地在数百张结晶照片中专门挑出美丽或丑陋的结晶，以引证自己的观点。
现代科学认为，温度和湿度是决定水结晶形态和形状的最重要两个因素。
日本女子大学现代社会学部教授与法政大学生命科学部环境应用化学科教授左卷健男在2007年出版《水什么也不知道》（水はなんにも知らないよ）认为江本胜是在宣传伪科学。

### 江本勝本人的說法
江本勝在『AERA』的訪問中曾表示《水からの伝言》這本書「是屬於科幻，或是詩」，而且「這是個故事（而不是科學）。」。
江本勝也曾於自己部落格回答讀者提問時寫到，由於自己的研究室與設備都十分原始簡陋，所以他所做的「並不是能稱做科學的程度，而是藝術或是科幻作品的程度」，「希望在不久的將來，能由真正的科學家作出科學上的證明。」

## 書籍

### 單著
- 波動時代への序幕 秘められた数値への挑戦  1992年。サンロード。
- 波動の人間学  1994年。ビジネス社。
- 波動の真理 人間・地球・自然の未来のために  1994年。PHP研究所。
- 波動と水と生命と 意識革命で未来が見える  1995。PHP研究所。
- 波動革命 "新たな科学思考"が人類と地球を救う  1995年。PHP研究所。
- 波動の幸福論 最先端科学が生み出す新しい哲学  1996年。PHP研究所。
- 波動学のすすめ 新世紀思考への意識革命  1996年。PHP研究所。
- 波動とは何か 科学と心の共鳴エネルギー  1996年。PHP研究所。
- 甦る潜在記憶 新しい自分を求めて  1997年。PHP研究所。
- 水からの伝言 世界初!!水の氷結結晶写真集 今日も水にありがとう  1999年。波動教育社。（《來自水的信息》）
- 水は語る Water,it tells us precious things  2000年。成星出版。
- 水は答えを知っている その結晶にこめられたメッセージ  2001年。サンマーク出版。
- 水は答えを知っている2  2003年。サンマーク出版。
- 水は語る 魂をうつしだす結晶の真実  2003年。講談社。
- 結晶物語 水が教えてくれたこと  2003年。サンマーク出版。
- 水の「真」力 心と体のウォーター・ヒーリング  2003年。講談社。
- 水が伝える愛のかたち  2003年。徳間書店。
- 水と音楽癒しのメッセージ（DVDブック）  2004年。講談社。
- 水は音楽を聴いている  2004年。三笠書房。
- 水と音楽のことば（CD付）　2004年。学習研究社。
- 水と音楽のおくりもの（CD付）　2004年。学習研究社。

### 合著
- 菅原明子『波動の食品学』1995年。高輪出版社。
- ラビ・バトラ（著）、呉春美（訳）『宇宙意識と波動 困難な時代の幸福の哲学』1995年。PHP研究所
- 村津和正『波動と歯臓の世界』2002年。KOS九州口腔健康科学センター。

## 商业活动
江本勝拥有一家生产净水器产品的公司，其产品瓶装水 Indigo water 8盎司（大约四分之一千克）一瓶，售价35美元。江本勝称这种水几近完美。
江本勝还是日本IHM集团（IHMグループ）创始人，该集团的产品是基于“波动理论”的仪器。

## 延伸閱讀
- Sheridan, Patricia. . Pittsburgh Post-Gazette. September 26, 2005  [2007-05-19]. （原始内容存档于2011-06-29）.

- Zander, Carly. . Send2Press. October 13, 2005  [2007-05-20]. （原始内容存档于2014-11-06）.

## 外部連結
- College Research Review of Emoto's Work @ www.is-masaru-emoto-for-real.com
- Emoto's personal web site （页面存档备份，存于）
- Emoto's section of the web site of the movie What the #$*! Do We Know!? （页面存档备份，存于）
- International Water For Life Foundation （页面存档备份，存于）
- Criticisms of Emoto's work, by chemist Stephen Lower （页面存档备份，存于）
- James Randi's 1 million dollar challenge （页面存档备份，存于）
- Physicist Bob Park writes about water scams （页面存档备份，存于）
- Gary Greenberg, a biomedical researcher and artist with patents for microscopes, challenges Emoto to explain why his work has not been peer reviewed （页面存档备份，存于）